# 울트라바이올렛 (영화)
울트라바이올렛(Ultraviolet)은 미국에서 제작된 커트 위머 감독의 2006년 액션, SF, 공포, 스릴러 영화이다. 밀라 요보비치 등이 주연으로 출연하였고 존 벌데치 등이 제작에 참여하였다.

## 출연

### 주연
- 밀라 요보비치

### 조연
- 캐머런 브라이트
- 닉 친런드
- 윌리암 피츠너

## 제작진
- 라인프로듀서: 원 앨런
- 의상: 조셉 A. 포로
- 배역: 저스틴 배델리
- 배역: 킴 데이비스